# Martin Buitenhuis
Martin Guido Buitenhuis (Den Helder, 4 januari 1969) is een Nederlandse zanger, componist en tekstschrijver. Hij is vooral bekend van de popgroep Van Dik Hout.

## Levensloop
Buitenhuis werd geboren in Den Helder. In 1985 richtte hij samen met zijn schoolvrienden de popgroep Van Dik Hout op. Hij werd zanger en schreef ook vele nummers voor de band. Het nummer Stil in mij behaalde in 1994 de Nederlandse Top 40. In 2002 was hij te zien als barman in de film Volle maan. In 2015 deed hij mee met het achtste seizoen van de Beste Zangers.